# Augustinerkirche (Ingolstadt)

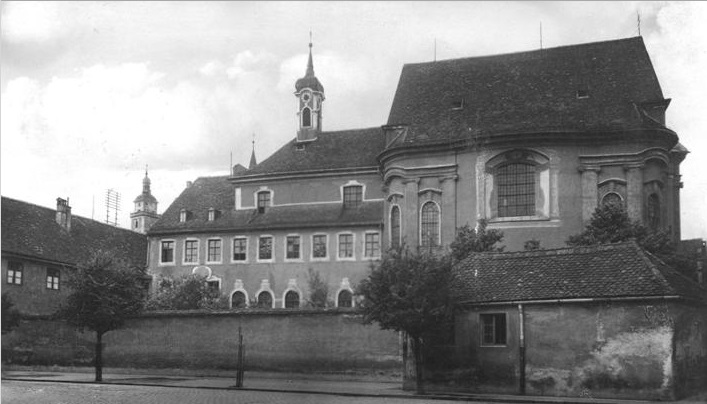
Klosterkirche von Süden, links anschließend die Konventsgebäude, im Hintergrund der Turm von St. Moritz, Foto um 1930

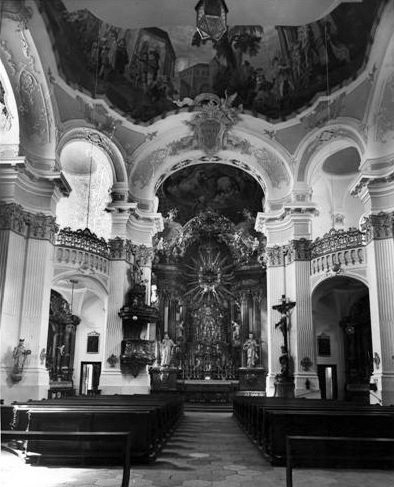
Innenraum, Foto um 1930

Die Augustinerkirche Zu Unserer Lieben Frau ob der Schutter war eine Klosterkirche des Rokoko in Ingolstadt und zählte zu den bedeutendsten Werken Johann Michael Fischers. Das Kloster ob der Schutter der Augustiner-Eremiten bestand seit 1606.

## Ausstattung
Der im Jahr 1736 begonnene Kirchenbau ersetzte die einstige Schutterkapelle. Die dort verehrte Marienstatue, die sogenannte Schuttermutter, war eine spätgotische Marienstatue aus dem Beginn des 15. Jahrhunderts und erfreute sich so großer Beliebtheit, dass ein größerer Bau erforderlich wurde. Das Hauptmotiv des Baus war ein Zentralraum auf dem Grundriss eines ungleichschenkligen Oktogons mit einer weit vorgezogenen Ädikula mit einer Eingangsnische. Der Bau Fischers zeigte auch das Motiv der Eckabschrägung mit gegeneinander versetzten korinthischen Säulen mit kurvierten Gebälkstücken. Die Deckenfresken waren ein Werk von Johann Baptist Zimmermann.

## Zerstörung
Im Zweiten Weltkrieg wurde die Kirche bei einem US-Luftangriff am 9. April 1945 schwer beschädigt. Die Augustinerkirche erlitt einen Volltreffer durch eine Sprengbombe, die Gewölbe und Dachstuhl durchschlug. Durch die Explosion wurden die Klostergebäude mitsamt dem Chor der Kirche vollständig vernichtet, die Mittelachse der nördlichen Längsfassade des Langhauses und die Gewölbe stürzten ein. In der Gruft, die als Luftschutzkeller genutzt wurde, kamen 73 Menschen ums Leben.
Der Stadtrat beschloss im Mai 1950 den endgültigen Abriss der Ruine, da ihm eine Verbreiterung der Straße vorrangig vor dem Wiederaufbau der Kirche erschien. Trotz großer Bemühungen des örtlichen Architekten Josef Elfinger, der im Gegensatz zu Architektenkollegen Hans Döllgast die Sanierbarkeit und Standfestigkeit des Mauerwerks für positiv ansah und somit erhalten hätte können, wurde die Kirchenruine abgebrochen. An ihrer Stelle steht heute der zweite Ingolstädter Viktualienmarkt. Pflastersteine markieren auf dem Boden die Umrisse der Kirche.